# Isla Chouteau
Isla Chouteau (en inglés: Chouteau Island) es una isla estadounidense situada aproximadamente a 8 millas (13 km) al norte de San Luis, Misuri y a aproximadamente 1 milla (2 kilómetros) al sur de la confluencia de los ríos Misuri y Misisipi, es una de un grupo de tres islas: Chouteau, Gabaret y Mosenthein. Las tres, con un área combinada de aproximadamente 5.500 acres (20 km²), se encuentran en el condado de Madison, siendo parte del estado de Illinois. La isla fue hecha por el hombre, después de haber sido creada durante la construcción del Canal Cadena de las rocas entre 1946 y 1953.
Chouteau está delimitada por el río Misisipi hacia el oeste y el Canal Cadena de las rocas hacia el este. 
Lewis y Clark acamparon en Gabaret el 11 de diciembre de 1803, antes de establecer un campamento cerca de Dubois Wood River, Illinois.
Después de la gran inundación de 1993, las autoridades adquirieron todas las residencias dentro del complejo de la isla. Más del 70% de Chouteau es ahora de propiedad pública.